# The Truth About Love Tour
The Truth About Love Tour là tour lưu diễn thứ sáu của nữ ca sĩ người Mỹ P!nk. Tour diễn này diễn ra nhằm mục đíc quảng bá cho album phòng thu thứ sáu của cô, The Truth About Love (2012).

## Thực hiện
Vào ngày 18 tháng 9 năm 2012 (cùng ngày phát hành The Truth About Love ở Mỹ), P!nk có đăng tải một video thông báo về tour diễn ở Bắc Mỹ.

## Lịch trình
| Ngày                | Thành phố        | Quốc gia     | Địa điểm                          |
| Bắc Mỹ              | Bắc Mỹ           | Bắc Mỹ       | Bắc Mỹ                            |
| ------------------- | ---------------- | ------------ | --------------------------------- |
| 13 tháng 2 năm 2013 | Phoenix          | Hoa Kỳ       | US Airways Center                 |
| 15 tháng 2 năm 2013 | Las Vegas        | Hoa Kỳ       | Mandalay Bay Events Center        |
| 16 tháng 2 năm 2013 | Los Angeles      | Hoa Kỳ       | Trung tâm Staples                 |
| 18 tháng 2 năm 2013 | San Jose         | Hoa Kỳ       | HP Pavilion at San Jose           |
| 21 tháng 2 năm 2013 | Houston          | Hoa Kỳ       | Trung tâm Toyota                  |
| 22 tháng 2 năm 2013 | Dallas           | Hoa Kỳ       | Trung tâm American Airlines       |
| 24 tháng 2 năm 2013 | Orlando          | Hoa Kỳ       | Amway Center                      |
| 25 tháng 2 năm 2013 | Sunrise          | Hoa Kỳ       | BB&T Center                       |
| 27 tháng 2 năm 2013 | Tampa            | Hoa Kỳ       | Tampa Bay Times Forum             |
| 1 tháng 3 năm 2013  | Atlanta          | Hoa Kỳ       | Philips Arena                     |
| 2 tháng 3 năm 2013  | Nashville        | Hoa Kỳ       | Bridgestone Arena                 |
| 5 tháng 3 năm 2013  | Auburn Hills     | Hoa Kỳ       | The Palace of Auburn Hills        |
| 6 tháng 3 năm 2013  | Columbus         | Hoa Kỳ       | Value City Arena                  |
| 8 tháng 3 năm 2013  | Louisville       | Hoa Kỳ       | KFC Yum! Center                   |
| 9 tháng 3 năm 2013  | Chicago          | Hoa Kỳ       | Trung tâm United                  |
| 11 tháng 3 năm 2013 | Toronto          | Canada       | Air Canada Centre                 |
| 12 tháng 3 năm 2013 | Montreal         | Canada       | Bell Centre                       |
| 14 tháng 3 năm 2013 | Washington, D.C. | Hoa Kỳ       | Verizon Center                    |
| 16 tháng 3 năm 2013 | Charlotte        | Hoa Kỳ       | Time Warner Cable Arena           |
| 17 tháng 3 năm 2013 | Philadelphia     | Hoa Kỳ       | Wells Fargo Center                |
| 19 tháng 3 năm 2013 | Saint Paul       | Hoa Kỳ       | Xcel Energy Center                |
| 23 tháng 3 năm 2013 | East Rutherford  | Hoa Kỳ       | Izod Center                       |
| 25 tháng 3 năm 2013 | Uniondale        | Hoa Kỳ       | Nassau Veterans Memorial Coliseum |
| 27 tháng 3 năm 2013 | Uncasville       | Hoa Kỳ       | Mohegan Sun Arena                 |
| 28 tháng 3 năm 2013 | Boston           | Hoa Kỳ       | TD Garden                         |
| châu Âu             |                  |              |                                   |
| 12 tháng 4 năm 2013 | Dublin           | Ireland      | The O2 Dublin                     |
| 14 tháng 4 năm 2013 | Manchester       | Anh Quốc     | Manchester Arena                  |
| 15 tháng 4 năm 2013 | Manchester       | Anh Quốc     | Manchester Arena                  |
| 17 tháng 4 năm 2013 | Paris            | Pháp         | Cung thể thao Paris-Bercy         |
| 19 tháng 4 năm 2013 | Amsterdam        | Hà Lan       | Ziggo Dome                        |
| 21 tháng 4 năm 2013 | Birmingham       | Anh Quốc     | LG Arena                          |
| 22 tháng 4 năm 2013 | Birmingham       | Anh Quốc     | LG Arena                          |
| 24 tháng 4 năm 2013 | London           | Anh Quốc     | The O2 Arena                      |
| 25 tháng 4 năm 2013 | London           | Anh Quốc     | The O2 Arena                      |
| 27 tháng 4 năm 2013 | London           | Anh Quốc     | The O2 Arena                      |
| 28 tháng 4 năm 2013 | London           | Anh Quốc     | The O2 Arena                      |
| 30 tháng 4 năm 2013 | Antwerp          | Bỉ           | Sportpaleis                       |
| 1 tháng 4 năm 2013  | Hamburg          | Đức          | O2 World Hamburg                  |
| 3 tháng 5 năm 2013  | Berlin           | Đức          | O2 World Berlin                   |
| 4 tháng 5 năm 2013  | Hannover         | Đức          | TUI Arena                         |
| 6 tháng 5 năm 2013  | Dusseldorf       | Đức          | ISS Dome                          |
| 7 tháng 5 năm 2013  | Frankfurt        | Đức          | Festhalle Frankfurt               |
| 9 tháng 5 năm 2013  | Viên             | Áo           | Wiener Stadthalle                 |
| 10 tháng 5 năm 2013 | Prague           | Cộng hòa Séc | O2 Arena                          |
| 12 tháng 5 năm 2013 | Leipzig          | Đức          | Arena Leipzig                     |
| 13 tháng 5 năm 2013 | Dortmund         | Đức          | Westfalenhalle                    |
| 15 tháng 5 năm 2013 | Oberhausen       | Đức          | König Pilsener Arena              |
| 16 tháng 5 năm 2013 | Mannheim         | Đức          | SAP Arena                         |
| 18 tháng 5 năm 2013 | Munich           | Đức          | Olympiahalle                      |
| 21 tháng 5 năm 2013 | Zurich           | Thụy Sĩ      | Hallenstadion                     |
| 22 tháng 5 năm 2013 | Stuttgart        | Đức          | Hanns-Martin-Schleyer-Halle       |
| 25 tháng 5 năm 2013 | Bærum            | Na Uy        | Telenor Arena                     |
| 26 tháng 5 năm 2013 | Stockholm        | Thụy Điển    | Ericsson Globe                    |
| 28 tháng 5 năm 2013 | Helsinki         | Phần Lan     | Hartwall Arena                    |
| 30 tháng 5 năm 2013 | Herning          | Đan Mạch     | Jyske Bank Boxen                  |
| Úc                  |                  |              |                                   |
| 25 tháng 6 năm 2013 | Perth            | Úc           | Perth Arena                       |
| 26 tháng 6 năm 2013 | Perth            | Úc           | Perth Arena                       |
| 28 tháng 6 năm 2013 | Perth            | Úc           | Perth Arena                       |
| 29 tháng 6 năm 2013 | Perth            | Úc           | Perth Arena                       |
| 1 tháng 7 năm 2013  | Adelaide         | Úc           | Adelaide Entertainment Centre     |
| 2 tháng 7 năm 2013  | Adelaide         | Úc           | Adelaide Entertainment Centre     |
| 4 tháng 7 năm 2013  | Adelaide         | Úc           | Adelaide Entertainment Centre     |
| 5 tháng 7 năm 2013  | Adelaide         | Úc           | Adelaide Entertainment Centre     |
| 7 tháng 7 năm 2013  | Melbourne        | Úc           | Rod Laver Arena                   |
| 8 tháng 7 năm 2013  | Melbourne        | Úc           | Rod Laver Arena                   |
| 10 tháng 7 năm 2013 | Melbourne        | Úc           | Rod Laver Arena                   |
| 11 tháng 7 năm 2013 | Melbourne        | Úc           | Rod Laver Arena                   |
| 13 tháng 7 năm 2013 | Melbourne        | Úc           | Rod Laver Arena                   |
| 14 tháng 7 năm 2013 | Melbourne        | Úc           | Rod Laver Arena                   |
| 16 tháng 7 năm 2013 | Melbourne        | Úc           | Rod Laver Arena                   |
| 17 tháng 7 năm 2013 | Melbourne        | Úc           | Rod Laver Arena                   |
| 19 tháng 7 năm 2013 | Brisbane         | Úc           | Brisbane Entertainment Centre     |
| 20 tháng 7 năm 2013 | Brisbane         | Úc           | Brisbane Entertainment Centre     |
| 22 tháng 7 năm 2013 | Brisbane         | Úc           | Brisbane Entertainment Centre     |
| 23 tháng 7 năm 2013 | Brisbane         | Úc           | Brisbane Entertainment Centre     |
| 25 tháng 7 năm 2013 | Brisbane         | Úc           | Brisbane Entertainment Centre     |
| 30 tháng 7 năm 2013 | Sydney           | Úc           | Sydney Entertainment Centre       |
| 31 tháng 7 năm 2013 | Sydney           | Úc           | Sydney Entertainment Centre       |
| 2 tháng 8 năm 2013  | Sydney           | Úc           | Sydney Entertainment Centre       |
| 3 tháng 8 năm 2013  | Sydney           | Úc           | Sydney Entertainment Centre       |
| 6 tháng 8 năm 2013  | Sydney           | Úc           | Sydney Entertainment Centre       |
| 7 tháng 8 năm 2013  | Sydney           | Úc           | Sydney Entertainment Centre       |
| 9 tháng 8 năm 2013  | Sydney           | Úc           | Sydney Entertainment Centre       |
| 10 tháng 8 năm 2013 | Sydney           | Úc           | Sydney Entertainment Centre       |
| 13 tháng 8 năm 2013 | Melbourne        | Úc           | Rod Laver Arena                   |
| 14 tháng 8 năm 2013 | Melbourne        | Úc           | Rod Laver Arena                   |
| 16 tháng 8 năm 2013 | Melbourne        | Úc           | Rod Laver Arena                   |
| 17 tháng 8 năm 2013 | Melbourne        | Úc           | Rod Laver Arena                   |
| 19 tháng 8 năm 2013 | Melbourne        | Úc           | Rod Laver Arena                   |
| 20 tháng 8 năm 2013 | Melbourne        | Úc           | Rod Laver Arena                   |
| 29 tháng 8 năm 2013 | Brisbane         | Úc           | Brisbane Entertainment Centre     |
| 30 tháng 8 năm 2013 | Brisbane         | Úc           | Brisbane Entertainment Centre     |
| 4 tháng 9 năm 2013  | Sydney           | Úc           | Allphones Arena                   |
| 5 tháng 9 năm 2013  | Sydney           |              | Allphones Arena                   |

## Liên kết khác
- P!nk's Trang web chính thức
- Trang web chính thức "The Truth About Love Tour" Lưu trữ ngày 16 tháng 10 năm 2012 tại Wayback Machine